# Lummerväxter
Lummerväxter (Lycopodiophyta, ibland även kortversionen Lycophyta) är både en division och en familj inom den botaniska systematiken och tillhör domänen eukaryoter (Eukaryota) och växtriket (Plantae). Familjen lummerväxter (Lycopodiaceae) tillhör divisionen med samma svenska namn. Inom familjen lummerväxter finns det tre släkten.
Lummerväxter är kärlkryptogamer dvs de förökar sig via sporer. Lummerväxternas sporer kallas ibland även nikt. 
Fridlysning Samtliga lummerarter är fridlysta i Sverige. De får dock plockas för privat bruk om de inte tas upp med rötterna. Blekinge län utgör ett undantag; där råder total fridlysning av samtliga arter. Den hotade cypresslummern utgör ännu ett undantag: den får ej plockas i någon del av Sverige. Uppgrävning av plantor och uppdragning med rötterna är förbjudet i hela landet, liksom insamling för försäljning.

## Några arter
- Lycopodium clavatum, Mattlummer
- Lycopodium complanatum, Plattlummer
- Lycopodium annotinum, Revlummer